# Marca di Zeitz

La marca di Zeitz (in rosso) all'inizio dell'XI secolo.

La marca di Zeitz (in tedesco Mark Zeitz) fu una marca del Sacro Romano Impero. Fu creata dall'imperatore Ottone I con la divisione della marca Geronis nel 965 in seguito alla morte di Gero I il Grande. La sua capitale era Zeitz. Il suo primo margravio fu Wigger. Nel 982 Zeitz si riunì con le marche di Meißen e di Merseburg sotto il margravio Rikdag, che in questo modo riuscì a riunire temporaneamente tutta la parte meridionale della marca Geronis. Egli non ottenne la parte nord della scomparsa marca Geronis, la marca orientale sassone. Nel 983 Zeitz fu invasa dai Sorbi e il territorio della marca cadde nelle mani degli slavi. Tuttavia la marca di Zeitz, insieme alla successiva marca di Lusazia, fu una divisione ricorrente della marca di Meißen durante il regno dell'imperatore Enrico II. Nel 1068 venne successivamente investito della marca Lotario Udo II. 